# Aldine Müller
Aldine Müller, nombre artístico de Aldina Rodrigues Raspini Müller (São José dos Ausentes, 8 de octubre de 1953) es una actriz brasileña.
Fue una de las musas de la pornochanchada en Brasil, Aldine es hija de madre portuguesa y de padre italiano. Estuvo casada, y tiene un hijo adulto, Cézar Raspini da Fonseca (casado, que la hizo abuela de tres nietos). En mayo de 2000, a los 46 años, fue tapa de la Revista Sexy, con una sesión de desnudo osado.
Tiene en su currículo más de 40 filmes, y varios trabajos en la TV brasileña, entre ellas el personaje de la sensual Brigite, de la novela Sassaricando (1987), y la farsante Dinah en O Salvador da Pátria (de 1989), además hizo una Doña Flor en el humorístico Escolinha do Professor Raimundo (de 1992), de la Madre Monserrat en la novela de SBT Cristal (de 2006), y en teatro: Virgem aos 40.

## Trabajos en la televisión
- 2007 - Dance, Dance, Dance .... Ângela Garcia (Rede Bandeirantes)
- 2007 - Show do Tom (Rede Record)
- 2006 - Cristal .... Madre Montserrat (SBT)
- 2004 - A Escrava Isaura .... Estela (Rede Record)
- 2004 - Jamais Te Esquecerei .... Délia (SBT)
- 1998 - Serras Azuis .... Ilsa Paleólogo (Rede Bandeirantes)
- 1997 - O Olho da Terra .... Rosa (Rede Record)
- 1996 - Quem É Você? .... Cristina (Rede Globo)
- 1992 - Escolinha do Professor Raimundo .... Dona Flor (Rede Globo)
- 1991 - Estados Anysios de Chico City (Rede Globo)
- 1990 - Rainha da Sucata .... Ângela (Rede Globo)
- 1989 - Cortina de Vidro .... Judite (SBT)
- 1989 - O Salvador da Pátria .... Dinah (Rede Globo)
- 1987 - Sassaricando .... Brigite (Rede Globo)
- 1986 - Tudo ou Nada .... Berta (Rede Manchete)
- 1985 - Uma Esperança no Ar (SBT)
- 1983 - Razão de Viver .... Rita
- 1983 - Moinhos de Vento .... Lídia
- 1982 - Casa de Pensão .... Amélia
- 1982 - O Pátio das Donzelas

## Trabajos en cine[8]
- 1985 - Noite
- 1984 - Amenic - Entre o Discurso e a Prática
- 1983 - Elite Devassa
- 1983 - Estranhos Prazeres de uma Mulher Casada
- 1982 - A Noite do Amor Eterno
- 1982 - Perdida em Sodoma
- 1982 - Excitação Diabólica
- 1982 - Shock: Diversão Diabólica
- 1981 - Bacanal
- 1981 - O Fotógrafo
- 1981 - O Império do Desejo
- 1980 - A Fêmea do Mar Imágenes en DalePlay
- 1980 - Colegiais e Lições de Sexo
- 1980 - Consórcio de Intrigas
- 1980 - Convite ao Prazer
- 1980 - Força Estranha
- 1980 - A Boneca Cobiçada
- 1980 - A Mulher que Inventou o Amor
- 1979 - Os Imorais
- 1979 - Viúvas Precisam de Consolo
- 1979 - Nos Tempos da Vaselina
- 1979 - Uma Cama para Sete Noivas
- 1979 - A Força dos Sentidos
- 1979 - O Prisioneiro do Sexo
- 1978 - O Artesão de Mulheres
- 1978 - O Estripador de Mulheres
- 1978 - Bem Dotado, o Homem de Itu
- 1978 - Assassinato aa Noite
- 1978 - Ninfas Diabólicas
- 1977 - Dezenove Mulheres e um Homem
- 1977 - Internato de Meninas Virgens
- 1977 - Coquetel do Sexo
- 1977 - Socorro! Eu Não Quero Morrer Virgem
- 1977 - Paixão e Sombras
- 1977 - Segredo das Massagistas
- 1976 - A Ilha das Cangaceiras Virgens
- 1976 - Amadas e Violentadas
- 1976 - As Meninas Querem... Os Coroas Podem
- 1975 - As Fêmeas do Mar
- 1975 - Pesadelo Sexual de um Virgem
- 1975 - As Audaciosas
- 1975 - Os Pilantras da Noite
- 1975 - O Clube dos Infiéis